# Karol Kadłubowski
Karol Kadłubowski (ur. 4 listopada 1885 w Zarembach koło Makowa Mazowieckiego, zm. 26 marca 1961 w Moskwie) – działacz SDKPiL i partii bolszewickiej, uczestnik rewolucji październikowej, przewodniczący Rewolucyjnego Komitetu Łączności w grudniu 1917, polityk sowiecki.
Od 1903 był szewcem w Warszawie. Brał udział w rewolucji 1905, m.in. jako delegat robotników szewskich prowadził rokowania z przedsiębiorcami. Od 1906 członek SDKPiL, przewodniczący koła szewców w SDKPiL na Starym Mieście. Od 1909 działał w Siedlcach, skąd wkrótce przeniósł się do Rosji, gdzie pracował m.in. w Moskwie, Kijowie i Odessie, a od 1915 był listonoszem w Petersburgu. Kilkakrotnie aresztowany za działalność rewolucyjną. W marcu 1917 wstąpił do partii bolszewickiej. Został prezesem związku zawodowego łączności w Petersburgu, założył też i redagował tam pismo "Trybuna Pocztowo-Telegraficzna". W listopadzie 1917 był przewodniczącym Wojskowo-Rewolucyjnego Komitetu poczt piotrogrodzkich i brał udział w walce o budynek poczty i telegrafu i stację telefoniczną. Następnie został komisarzem poczty piotrogrodzkiej i członkiem 5-osobowego kolegium przy Komisarzu Ludowym do spraw Ministerstwa Poczt i Telegrafów. W grudniu 1917 na Ogólnorosyjskiej Konferencji czerwonych komisarzy poczt i telegrafów został przewodniczącym Rewolucyjnego Komitetu Łączności, a w lutym 1918 członkiem, a wkrótce przewodniczącym Centralnego Rewolucyjnego Komitetu Związku Zawodowego Łączności. W 1919 był delegatem na VIII Zjazd Rosyjskiej Komunistycznej Partii (bolszewików). Po 1920 pracował w aparacie partyjnymi państwowym, m.in. w Wydziale Informacji Centralnego Komitetu Rosyjskiej Komunistycznej Partii (bolszewików) (RKP(b)) i Wydziale Kadr Centralnego Komitetu Wszechzwiązkowej Komunistycznej Partii (bolszewików) (WKP(b)). Po 1927 studiował w Akademii Przemysłowej w Moskwie. W 1944 pracował w wojskowym aparacie propagandy w Moskwie. Po wojnie pracował w Muzeum Rewolucji Październikowej.